# Stefon Harris
Stefon DeLeon Harris (Albany, 23 de marzo de 1973) es un vibrafonista de jazz estadounidense.
___NOTOC__

## Biografía
Nacido en Albany, Nueva York, Harris tenía la intención de trabajar en la Filarmónica de Nueva York hasta que escuchó la música de Charlie Parker. Durante la década de 1990 grabó con Charlie Hunter y Steve Turre como músico de sesión. Firmó con Blue Note Records, que publicó su álbum de debut, A Cloud of Red Dust (1998). Su segundo álbum, Black Action Figure, fue nominado a un premio Grammy. En 2001 trabajó con el pianista Jacky Terrasson en el Village Vanguard de Nueva York y grabó con él el álbum Kindred durante ese mismo año. Su álbum The Grand Unification Theory (2003) ganó el premio Martin E. Segal del Jazz at Lincoln Center.
En abril de 2009, fue cabeza de cartel en el Orange County Performing Arts Center de Condado de Orange (California). Harris colaboró con el saxofonista David Sánchez y el trompetista Christian Scott en 2011 en el álbum Ninety Miles que grabaron en La Habana, Cuba.

## Discografía

### Como líder
- A Cloud of Red Dust (Blue Note, 1998)
- Black Action Figure (Blue Note, 1999)
- Kindred with Jacky Terrasson (Blue Note, 2001)
- The Grand Unification Theory (Blue Note, 2003)
- Evolution (Blue Note, 2004)
- African Tarantella: Dances With Duke (Blue Note, 2006)
- Urbanus (Blue Note, 2009)
- Sonic Creed (Motema, 2018)

### Como colíder
- Ninety Miles (Concord Picante, 2011) con David Sánchez y Christian Scott
- Ninety Miles Live at Cubadisco (Concord Picante, 2012) con David Sánchez y Christian Scott

### Como miembro The Classical Jazz Quartet
- Tchaikovsky's Nutcracker (Vertical Jazz, 2001)
- The Classical Jazz Quartet Plays Bach (Vertical Jazz, 2002)
- The Classical Jazz Quartet Play Rachmaninov (Kind of Blue, 2006)
- The Classical Jazz Quartet Play Tchaikovsky (Kind of Blue, 2006)
- Christmas (Kind of Blue, 2006)[4]

### Como acompañante
- Tim Warfield, Jazz Is, A Whisper in the Midnight (Criss Cross, 1995)
- Terell Stafford, Centripetal Force (Candid, 1996)
- Joe Henderson, Porgy & Bess (Verve, 1997)
- Charlie Hunter, Return of the Candyman (Blue Note, 1998)
- Jason Moran, Soundtrack to Human Motion (Blue Note, 1999)
- Jacky Terrasson, A Paris... (Blue Note, 2000)
- Greg Osby, The Inner Circle (Blue Note, 2002)
- Kurt Elling, Man in the Air (Blue Note, 2003)
- Kenny Barron, Images (Sunnyside, 2004)
- Buster Williams, Griot Libertè (HighNote, 2004)
- Janis Siegel, Sketches of Broadway (Telarc, 2004)
- Lea DeLaria, Double Standards (Telarc, 2005)
- Diana Krall, Christmas Songs (Verve, 2005)
- Raul Midón, State of Mind (Manhattan, 2005)
- Joshua Redman, Momentum (Nonesuch, 2006)
- Steve Turre, Keep Searchin' (HighNote, 2006)
- Ry Cooder, My Name Is Buddy (Nonesuch, 2007)
- Courtney Pine, Transition in Tradition (Destin-E, 2009)
- Diana Krall, Turn Up the Quiet (Verve, 2017)